# Kazuo Sakurada
Pour les articles homonymes, voir Sakurada.
Kazuo Sakurada (桜田 一男, Sakurada Kazuo), né le 26 septembre 1948 à Abashiri (Hokkaidō) et mort le 12 janvier 2020 à Chiba (Honshū), plus connu sous le nom de Mr Sakurada, The Dragonmaster et la version japonaise de Kendo Nagasaki (ケンドー・ナガサキ), est un catcheur japonais. 
Il est connu pour son travail à la Stampede Wrestling, la National Wrestling Alliance et la World Championship Wrestling.
Sakura est aussi considéré par Bret Hart comme un de ses entraîneurs les plus marquants, au même titre que Katsui Adachi (en), avec lequel il s'est entraîné dans le « Donjon » de Stu Hart.

## Carrières

### Carrière de sumotori
Après avoir obtenu son diplôme d'études secondaires, Kazuo Sakurada a rejoint l'écurie Tatsunami pour poursuivre le sumo. Sur place, il a rencontré pour la première fois le futur lutteur professionnel Genichiro Tenryu. Il fait ses débuts au sumo en janvier 1964 sous son nom de famille (櫻 田). En septembre 1966, il a changé son shikona en Hiroshi Abashiri (網 走 洋 一 男). En mai 1969, il change de nouveau son shikona en Suiran (翠 巒). Tout au long de sa carrière de sept ans dans le sumo, son rang le plus élevé était Makushita 13, et sa seule victoire au championnat de tournoi était en septembre 1966, avec un record invaincu de sept victoires. En mars 1971, Sakurada s'est retiré de la lutte de sumo.

### Carrière de catcheur
Kazuo Sakurada a fait ses débuts le 21 juin 1971 dans l'ancienne Japan Pro Wrestling Alliance contre Kim Duk. Le 8 mars 1973, il est devenu impliqué dans un tournage lorsque son match à mi-carte contre la recrue Tsutomu Oshiro a horriblement mal tourné et Sakurada a commencé à battre Oshiro sévèrement, le jetant hors du ring. Oshiro allait sauter à New Japan Pro Wrestling avec son mentor Seiji Sakaguchi et son ami Kengo Kimura, et Sakurada a pris des mesures dans ses propres mains, les blâmant de sauter le navire. À la fermeture de la JPWA en avril 1973, Sakurada a rejoint All Japan Pro Wrestling.

## Mort
Kazuo Sakurada meurt le 12 janvier 2020 à l'âge de 71 ans à la suite d'un dysfonctionnement de son pacemaker, causant un problème cardiaque.